# Bureia
Bureia (en rus: Бурея) és un poble (un possiólok) de l'óblast de l'Amur, a Rússia, que el 2018 tenia 4.214 habitants, pertany al districte de Bureiski.